# Selma – in Sehnsucht eingehüllt
Selma – in Sehnsucht eingehüllt ist ein Musikalbum von The World Quintet. Es enthält zwölf von David Klein und seinem Quintett vertonte Gedichte der Lyrikerin Selma Meerbaum-Eisinger, die von bekannten deutschen Interpreten vorgetragen werden.

## Entstehungsgeschichte
Vor einigen Jahren war David Klein auf die Gedichte von Selma Meerbaum-Eisinger gestoßen. In dem langjährigen Projekt konnte er bekannte deutsche Sängerinnen und Sänger aus verschiedenen Generationen dafür gewinnen, Selma Meerbaum-Eisinger über sechzig Jahre nach ihrem Tod wieder eine Stimme zu verleihen. Die Produktion der CD dauerte, mit den Verhandlungen mit dem Verlag Hoffmann und Campe wegen der Vertonungsrechte, dem Kontakt zu den Interpreten, der Komposition, der Orchestrierung des Sinfonieorchesters und den Aufnahmen, gut fünf Jahre. Die CD wurde dann erstmals am 25. November 2005 auf dem kleinen Independentlabel Voice of Joy im Vertrieb von Just Records Babelsberg veröffentlicht, bevor sie am 23. März 2007 auf Ariola/Sony BMG wiederveröffentlicht wurde.

## Musikstil
Die Kompositionen greifen auf diverse musikalische Stilmittel zurück, auf Klezmermusik, Jazz, Pop, aber auch orientalische Klänge.

## Cover
Das Coverartwork der CD entspricht dem Motiv, das auch schon die originale handgeschriebene Gedichtsammlung „Blütenlese“ von Selma Meerbaum-Eisinger geziert hat. Ein bunter Strauß verschiedenster Blumen auf blauem Hintergrund, der Risse und Knicke aufweist.

## Schulprojekt
Von Anfang an war das Projekt als Gesamtkonzept gedacht, so dass in Kooperation mit step21, einer gemeinnützigen Jugendinitiative für Toleranz und Verantwortung, das bundesweite Schulprojekt „Sehnsucht nach Zukunft“ gestartet wurde. step21 wiederum hat in Zusammenarbeit mit der Texterschmiede Hamburg den Gedichtswettbewerb „Was geht mich eigentlich Selma an?“ ausgerufen. Außerdem geht step21 direkt an Schulen, um mit den entwickelten pädagogischen Materialien zu „Selma“ und mit Hilfe ihrer Texte und ihrer Geschichte mit den Jugendlichen zu arbeiten.

## Titelliste
1. Sarah Connor: Das Glück – 4:05
2. Xavier Naidoo: Spätnachmittag – 3:15
3. Yvonne Catterfeld: Du, weißt du... – 4:50
4. Thomas D: Stefan Zweig – 4:16
5. Joy Denalane: Schlaflied für die Sehnsucht – 6:32
6. Reinhard Mey: Abend I – 2:59
7. Inga Humpe: Frühling – 6:04
8. Hartmut Engler: Lied – 4:57
9. Stefanie Kloß: Ja – 3:30
10. Volkan Baydar: Regen – 5:14
11. Jasmin Tabatabai: Ich bin die Nacht – 5:14
12. Ute Lemper: Abend II – 2:38